# Guillaume Jean-Baptiste d'Andigné de Resteau
Pour les autres membres de la famille, voir Famille d'Andigné.
Guillaume Jean Baptiste d'Andigné de Resteau est un homme politique français né le 17 janvier 1771 à Maigné (Sarthe) et décédé le 4 avril 1842 dans la même ville.

## Biographie
Maire de Maigné, conseiller général, il est député de la Sarthe de 1822 à 1830, siégeant avec la majorité soutenant les ministères de la Restauration.

## Sources
- « Guillaume Jean-Baptiste d'Andigné de Resteau », dans Adolphe Robert et Gaston Cougny, Dictionnaire des parlementaires français, Edgar Bourloton, 1889-1891 [détail de l’édition]

- Ressource relative à la vie publique :   - Base Sycomore
- Notices d'autorité :   - VIAF
  - ISNI
  - BnF (données)